# Sol Badguy
Sol Badguy  (ソル バッドガイ, Soru Baddogai) é o personagem principal da série Guilty Gear e o grande rival de Ky Kiske. À primeira vista, aparenta ser apenas um anti-herói despreocupado, cuja aparente preguiça e rudez se desmentem com suas aterrorizantes habilidades de luta, assim como o gênio que procura conter suas emoções interiores.

## Conceito
O criador da série Daisuke Ishiwatari, projetou Sol em muitos aspectos para refletir seu alter-ego, sendo que em muitos momentos da série, Ishiwatari dublou a voz do personagem (lembrando que Hikaru Hanada e Jouji Nakata também estão incluídos no time de dublagem de Sol praticamente em todos os momentos da série). Sol luta com uma espada de formato retangular, conhecida como Fuuenken (Fireseal: selo de fogo), a qual libera uma série de ataques devastadores baseados no elemento fogo. O design geral do personagem retrata ele como sendo canhoto.

## Sobre o personagem
Um anti-herói solitário e ex-membro da Holy Order, Sol Badguy dedicasse atualmente na extinção das Gears reminiscentes. Ele luta com uma das Jinkis, uma espada de forma curiosa chamada de Fuuenken (Fireseal, o selo de fogo), capaz de criar e dispersar chamas. Seu verdadeiro nome é Frederick, um dos cientistas envolvidos no Projeto Gear.
Sol é o protótipo das Gears, e por isso não pode ser manipulado por Justice, comandante e primeira Gear produzida. Para manter sua aparência e consciência humana, Sol desenvolveu uma bandana capaz de ocultar sua forma gear, tornando-o pouco poderoso do que na sua forma Gear, mais ainda, sim, extremamente mortal. Como Frederick, Sol desenvolveu as Outrages, como também já conheceu That Man antes mesmo de sua ascensão no período das Cruzadas da série.
Em Guilty Gear XX Slash e Guilty Gear XX Λ Core e Plus, existe uma outra versão de Sol, chamado de Order-Sol. Esta versão seria o personagem representado no passado, quando ainda era um integrante da Holy Order. Ele lutava com uma espada muito maior que a Fuuenken. Em Guilty Gear 2: Overture, Sol ainda continua livre, mas agora viaja com o garoto Sin, como um caçador de recompensas.

## Personalidade
Mal-humorado e em muitos momentos grosseiro, Sol é um indivíduo que só fala com os outros realmente quando necessário. Seu comportamento reflete-se em tudo que ele faz (seus movimentos de luta, por exemplo, embora violentos e rudes, são precisos e mortais). Sol tende a ser impaciente e rude com aqueles que desejam se aproximar dele. No geral, ele não é um homem amigável, mas não chega a ser considerado inimigo, e muito menos maligno.
Sol é uma pessoa que prefere transmitir suas intenções por meio de atos, e enquanto zomba cinicamente daqueles que falam de justiça, ele acaba exibindo um senso de justiça motivador, capaz de evitar qualquer coisa que possa potencialmente ameaçar o mundo. É visto no decorrer da série que Sol aparenta ter emoções mais profundas do que as que ele normalmente exibe para as pessoas.

## Poderes e habilidades
Sol Badguy é considerado um dos lutadores mais poderosos da série. Apesar de não praticar um estilo de luta, seu talento em combates chega a ser insuperável. Utilizando apenas seus instintos, ele manipula com grande aptidão sua espada Fueenken. Devido a restrição imposta por sua bandana, Sol perde boa parte de sua força ideal, mas em compensação mantém intacta sua humanidade.
Sempre que Sol se encontra numa situação muita séria ou necessária, ele acaba liberando uma boa parte de seus poderes Gear para ganhar um impulso extraordinário na batalha. O exemplo mais clássico dessa situação seria quando ele usa o especial Dragon Install,o qual ele entra num estado que aumenta drasticamente todas as suas habilidades, revelando como é a silhueta de sua forma Gear, que se aproxima a de um dragão humanoide.
O dragon install de Sol ainda pode ser expandido. Caso ele retire a bandana da testa(algo que realmente aconteceu em Guilty Gear 2: Overture), ele irá se transformar definitivamente numa espécie de Gear meio-dragão com a lâmina envolta de chamas capazes de fazê-lo ir de igual para igual contra That Man (fato que ocorreu, no entanto, That Man afirmou que mesmo nesta forma, Sol ainda não tinha exposto toda sua força, o que sugere que ele ainda seja capaz de realizar uma transformação ainda mais drástica caso libere todas as restrições).

## Alusões de nomes
O verdadeiro nome de Sol Badguy seria uma referência direta ao cantor da banda favorita de Daisuke Ishiwatari, Queen, já que o nome do personagem é Frederick (incluindo o apelido de Freddie Mercury,"Mr. Bad Guy"). O álbum favorito de Ishiwatari é Sheer Heart Attack, mesmo apresentado no perfil de Sol. A música tema do personagem, "Keep Yourself Alive" compartilha o mesmo nome da primeira faixa do álbum de estreia do Queen. Vários acordes são adicionados a partir de outra música do Queen,"Stone Cold Crazy". A bandana na cabeça de Sol possui inscrito as palavras 'Rock You', outra referência direta ao Queen, da canção "We Will Rock You", enquanto a inscrição "FREE" na fivela do cinto de Sol seria outra referência à banda, com a música "I Want to Break Free". Outra referência musical em Sol seria o seu instant kill,"Napalm Death", nome da banda de death e Thrash metal de mesmo nome.

## Recepção
Sol Badguy é citado inúmeras vezes por Daisuke Ishiwatari como sendo seu personagem favorito. A IGN enfatizou a "velocidade e versatilidade padrão" do personagem, considerando-o o personagem mais "genérico" do elenco, mas também o mais divertido de se jogar, por ser bem balanceado e adequado principalmente para os recém-chegados Além do nome. A Eurogamer considerou o personagem como sendo "o melhor personagem do jogo". A rivalidade entre Sol e Ky Kiske também foram bem comentadas; A Anime News Network descreveu como sendo uma "verdadeira relação de rivalidade". O escritor da IGN Ryan Clements considerou os rivais como uma verdadeira dupla, enquanto que Vincent Ingenito do mesmo site disse que "Ky e Sol poderiam ser os próximos Ryu e Ken...ou Scorpion e Sub-Zero. A GameSpy comentou que eles "seriam praticamente Ryu e Ken, mas com visual e características milhares de vezes mais legais." O visual alternativo de Sol (Order-Sol) também foi elogiado pela IGN, considerada "absolutamente fantástica, fazendo uma grande adição ao elenco".
A Thunderbolt Games listou seu Dust Loop como sendo um dos mais "infames combos dos jogos de luta", descrevendo este como "cansativo e abusivo". Por outro lado, a GamesRadar classificou ele como o quinto melhor personagem de jogos de luta de todos os tempos, acrescentando que "que as variedades dos ataques de fogo de Sol são emblemáticas", considerando seu Dust Loop como "um dos combos mais icônicos dos jogos de luta". Em um "Top 50" da GamesRadar (sucessivamente após o "Top 7"), ele foi ranqueado em 34º lugar na lista dos "lutadores mais dominantes dos jogos de luta" na revista Complex.

## Referencias
1. ↑  http://www.animevice.com/sol-badguy/18-27267/
2. ↑  http://www.behindthevoiceactors.com/characters/Guilty-Gear/Sol-Badguy/
3. ↑  http://www.animecharactersdatabase.com/character.php?id=10655
4. ↑  http://ocremix.org/info/Sol_Badguy
5. ↑  http://nforum.ogplanet.com/rf/forum_posts.asp?TID=384739
6. 1 2  ギルティギアゼクスドラフティングアートワークス [Guilty Gear X Drafting Artworks] (em japonês). [S.l.]: Enterbrain. Janeiro de 2001. p. 5. ISBN 978-475-770301-8
7. ↑  Evans, John. «What Makes a Superhero?». Escapist (magazine)|Escapist. Consultado em 8 de agosto de 2013
8. ↑  Sung, Lydia; Vega, Gabriel (22 de julho de 2009). «Anime Expo 2009». Neoseeker. Consultado em 4 de agosto de 2013
9. ↑  Asia Pacif Arts Staff (17 de julho de 2009). «Anime Expo 2009: interview with Daisuke Ishiwatari and Toshimichi Mori». University of California, Los Angeles. Consultado em 24 de agosto de 2013. Arquivado do original em 13 de julho de 2010
10. ↑  «All About Guilty Gear With Creator Daisuke Ishiwatari». Siliconera. 6 de maio de 2011. Consultado em 24 de agosto de 2013
11. ↑  Clements, Ryan. «Guilty Gear XX Accent Core Plus Review». IGN. Ziff Davis Media. Consultado em 5 de agosto de 2013
12. ↑  Dunham, Jeremy (4 de novembro de 2004). «Guilty Gear Isuka». IGN. Ziff Davis Media. Consultado em 5 de agosto de 2013
13. ↑  Alfonso, Andrew (1 de julho de 2004). «Guilty Gear X2: Sol». IGN. Ziff Davis Media. Consultado em 5 de agosto de 2013
14. 1 2  Sullivan, Lucas (10 de setembro de 2012). «The Top 7… Best fighting game characters». GamesRadar. Future plc. Consultado em 5 de agosto de 2013. With a surname like that, how could you not grow up to be a total killer?
15. 1 2  Jones, Elton (17 de maio de 2012). «34. Sol Badguy — The 50 Most Dominant Fighting Game Characters». Complex. Complex Media. Consultado em 5 de agosto de 2013. Look at that last name. Says it all right there, doesn't it?
16. 1 2  Turner, Benjamin (5 de fevereiro de 2003). «Reviews: Guilty Gear X2». GameSpy. IGN Entertainment. p. 2. Consultado em 1 de agosto de 2013. Arquivado do original em 21 de maio de 2009. Sol Badguy and Ky Kiske (did I mention they also have great names?) are the closest you'll get to a Ken and Ryu, but they look approximately a thousand times cooler.
17. ↑  Gibson, Ellie (17 de abril de 2008). «Wii Roundup Review». Eurogamer. Consultado em 5 de agosto de 2013
18. ↑  Ciolek, Todd (15 de abril de 2009). «Machine Music - The X-Button». Anime News Network. Consultado em 5 de agosto de 2013
19. ↑  Clements, Ryan (9 de outubro de 2012). «The Anime We'd Love to Play». IGN. Ziff Davis Media. Consultado em 5 de agosto de 2013
20. ↑  Ingenito, Vincent (7 de dezembro de 2012). «Guilty Gear XX Accent Core Plus Review». IGN. Ziff Davis Media. Consultado em 3 de agosto de 2013
21. ↑  Clements, Ryan (19 de outubro de 2007). «Guilty Gear XX Accent Core Review». IGN. Ziff Davis Media. Consultado em 5 de agosto de 2013
22. ↑  Chyou, Stew (28 de dezembro de 2010). «Fighting Games' Most Infamous Combos, Round 1». Thunderbolt Games. Consultado em 5 de agosto de 2013